# Aextoxicon punctatum
Aextoxicaceae es una familia que está incluida dentro de las Berberidopsidales. Es un árbol endémico de la zona meridional de Chile y Argentina que comprende a un solo género, Aextoxicon, con una sola especie, Aextoxicon punctatum, llamada comúnmente aceitunillo, olivilla, olivillo, tique o palo muerto.
El sistema APG (1998) y el sistema APG II (2003) incluyeron a esta familia en las eudicotiledóneas no asignada a un orden. El género anteriormente había sido incluido a menudo en la familia Euphorbiaceae.

## Descripción
Árbol de copa globosa que puede alcanzar hasta los 15 m; tronco de corteza lisa, delgada y de color gris; hojas opuestas, simples, caedizas, con pecíolo de 0,5 -1,5 cm de longitud, enteras, limbo de 5-9 x 2-4 cm, envés con puntitos rojos, pilosas y textura áspera; inflorescencias axilares en racimos sueltos, flores unisexuales, especie dioica, flores masculinas con 5 estambres y 5 estaminodios alternos a los estambres y un ovario rudimentario, femeninas con estambres estériles y ovario súpero, cáliz con 5 sépalos y corola con 5 pétalos espatulados, de color blanco; fruto en drupa de unos 10 mm, de color negro o gris oscuro.

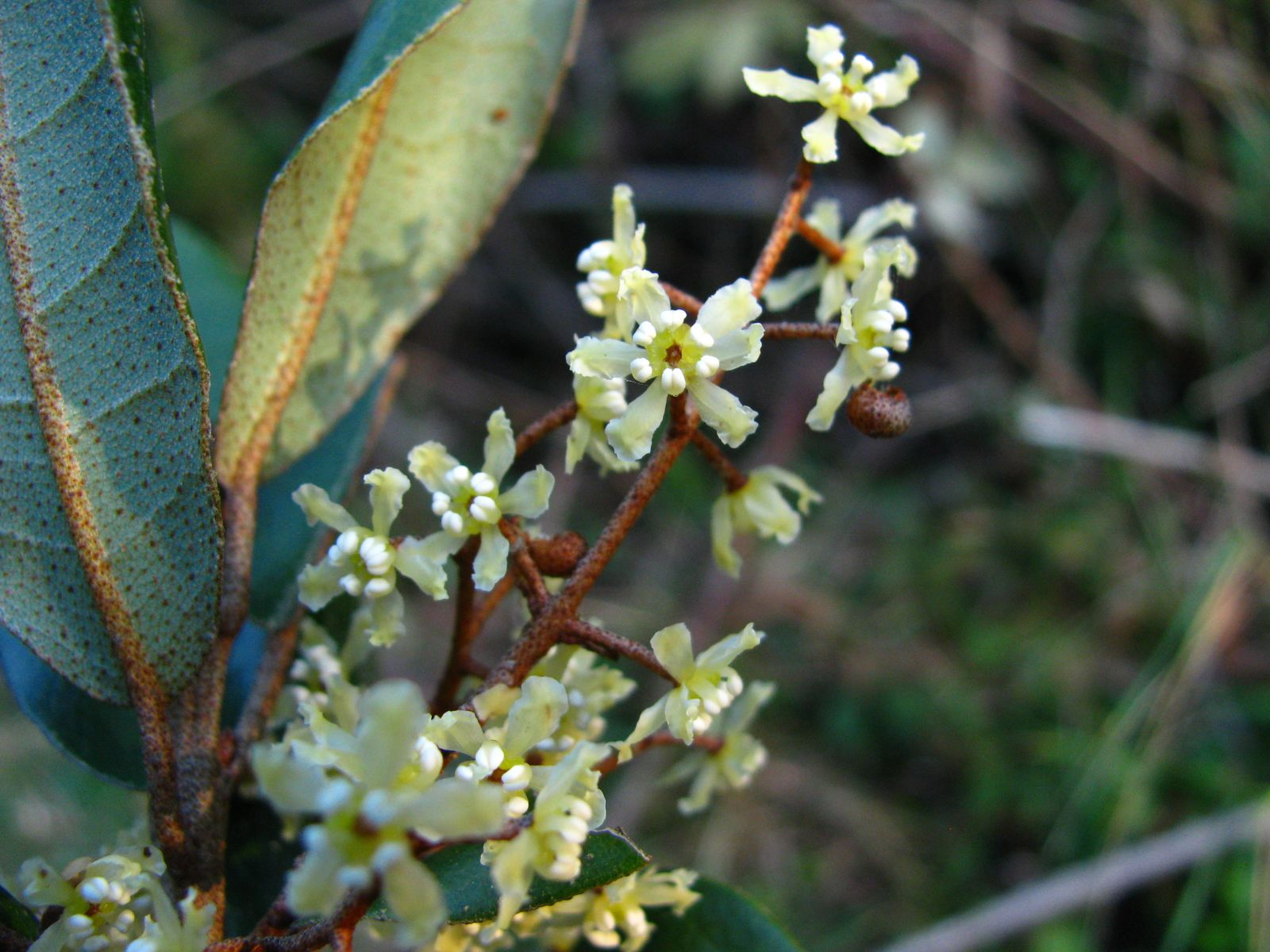
Flores masculinas de A. punctatum

## Hábitat
Este taxón se encuentra en Chile generalmente en quebradas y sitios húmedos desde el Bosque de Fray Jorge hasta la isla de Chiloé, formando parte del bosque valdiviano y de los bosques magallánicos en la costa pacífica meridional. En su distribución más septentrional solo habita en la cordillera de la Costa, mientras que más al sur se distribuye también en las estribaciones andinas hasta los 1000 m s. n. m.
En la Argentina se encuentra en el Valle Medio del Río Negro, siendo invasivo en la Isla de Choele Choel, y en la cordillera es común en el Parque nacional Lago Puelo, Chubut.

## Taxonomía
Aextoxicon punctatum fue descrita por Ruiz et Pav. y publicado en Systema Vegetabilium Florae Peruvianae et Chilensis 260. 1798.
Etimología
Aextoxicon: nombre genérico que proviene del griego antiguo y significa venenoso para las cabras; 
punctatum: epíteto  debido a los puntitos en el envés de las hojas. El nombre común de tique o teque proviene de tüke, el nombre con el que el pueblo mapuche designa al árbol.
Basónimonombre de la familia publicado en "Engler's Syllabus" por Adolf Engler et Ernest Friedrich Gilg en 1920.

## Uso

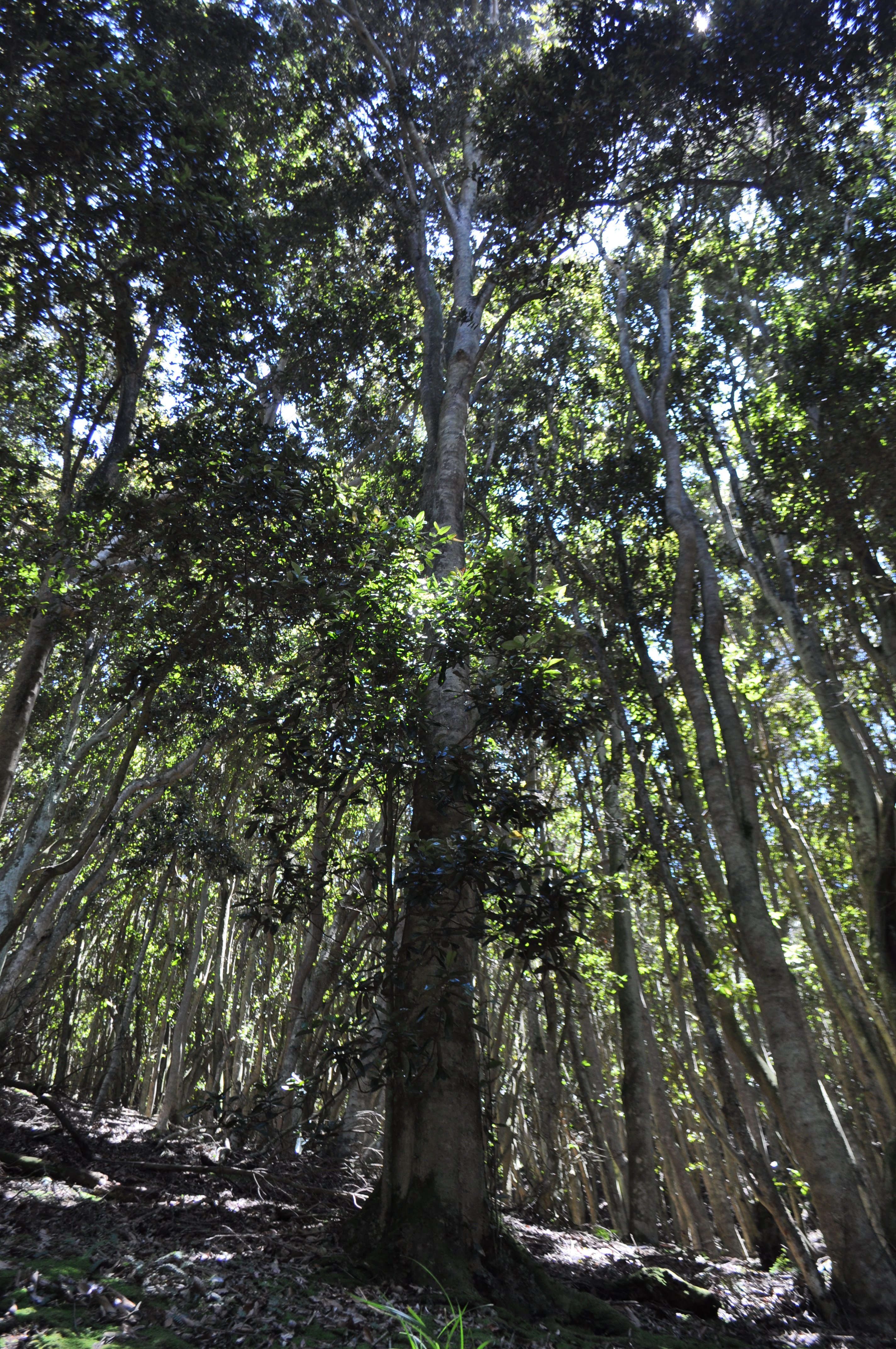
Olivillos formando un bosque relicto en el cerro Santa Inés

El árbol es utilizado como especie ornamental en paisajismo urbano en regiones húmedas, así como para la reforestación de quebradas. Su madera se utiliza en mueblería y como revestimiento en construcciones.